# Canal Danubi-Bucarest

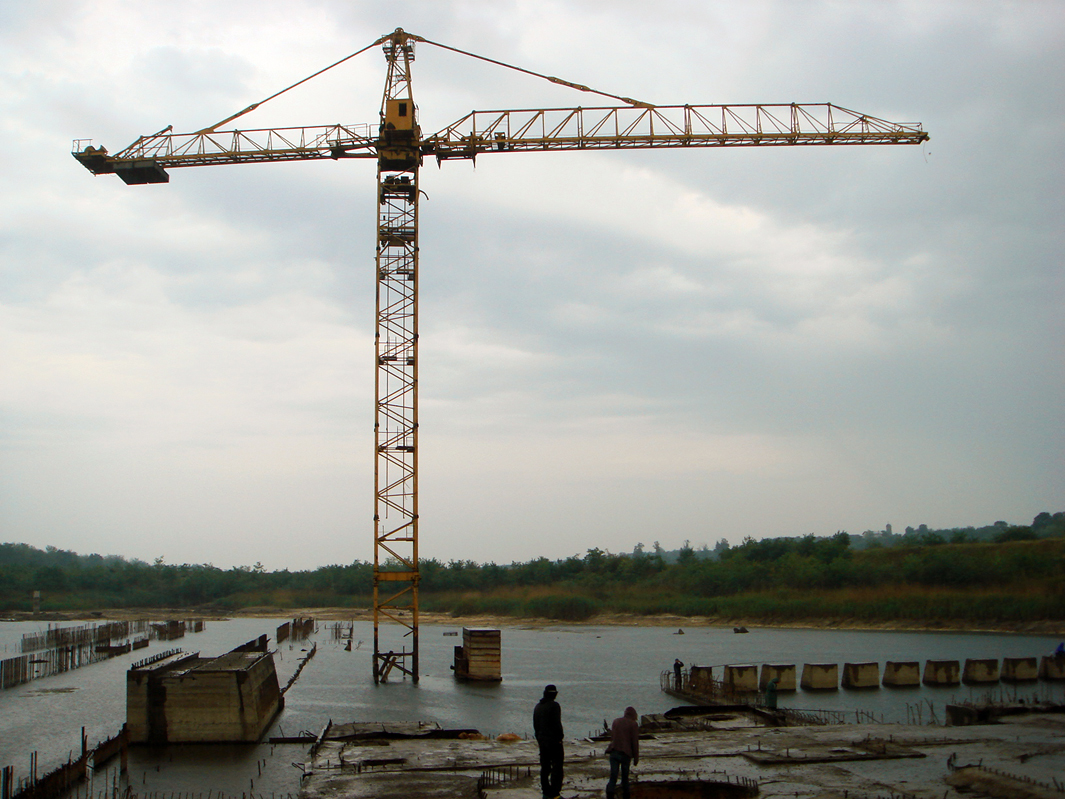
Copăceni

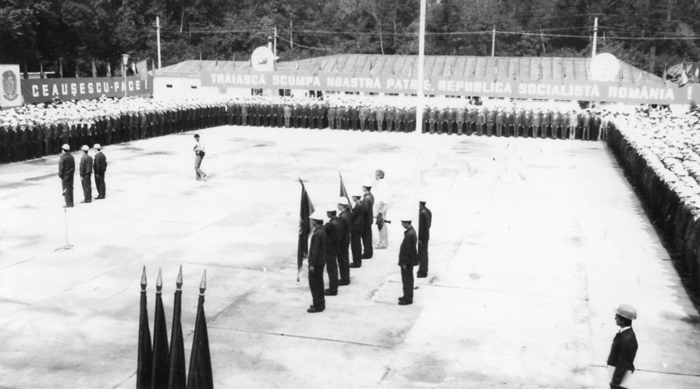
Cerimònia d'obertura de l'obra, canal Danubi-Bucarest, 5 d'agost de 1986

El canal Danubi-Bucarest és un projecte de canal llarg de 73 quilòmetres que està previst per enllaçar Bucarest, Romania amb el Danubi a través del riu Argeș, i, en última instància, crear un accés directe al Mar Negre a través del canal existent Danubi-Mar Negra.
Els primers plans, fets per l'enginyer Nicolae Cucu el 1880, pretenien enllaçar Bucarest amb el Danubi a Oltenița. El 1927 es va publicar un estudi d'Alexandru Davidescu a l'Escola Politècnica. Dos anys més tard, el parlament romanès va aprovar la Llei núm. 2749 sobre la construcció del canal Argeș –Bucarest–Danubi i d'un port a Bucarest; la llei es va publicar al Monitor Oficial l'agost de 1929. Tanmateix, la recessió mundial de principis dels anys trenta va impedir que el govern invertís grans quantitats de diners en aquests projectes. Es van publicar diversos estudis, però quan va començar la Segona Guerra Mundial, van ser ignorats.
L'any 1982 es van fer nous plans, l'objectiu principal era la regularització del riu Argeș, que es va inundar el 1970. El líder comunista Nicolae Ceaușescu també volia tenir un enllaç directe amb el nord d'Europa, ja que aleshores també es va construir el canal Rin-Main-Danubi. La construcció del canal va començar l'any 1986, el projecte havia de tenir cinc rescloses i quatre centrals hidroelèctriques (l'única que funciona actualment és la de Mihăilești). El projecte final havia de generar 62 GWh/any.
El febrer de 1990 es va aturar la construcció del canal, tot i que estava enllestida al 60%. Actualment, només funcionen la presa de Mihăilești i la microcentral hidràulica. El 1997, Traian Basescu, que va ser ministre de Transports en el moment, ha anunciat que la finalització de canal requeriria aproximadament 00 milions de dòlars dels Estats Units i dedicar-hi quatre anys, però el finançament no es va trobar en aquell moment. L'any 2005, Adriean Videanu, l'alcalde de Bucarest va anunciar que té la intenció d'acabar les obres.
Actualment, existeix un projecte conjunt entre Romania i la UE per completar el canal des del 2014 fins al 2020 amb fons nacionals i de cohesió com a part de l'estratègia de la UE per a la regió del Danubi.